# Universidade de Lérida
A Universidade de Lérida (em catalão Universitat de Lleida) é uma instituição de ensino superior situada na cidade espanhola de Lérida, na Catalunha. Foi fundada no ano de 1300, sendo uma das universidades mais antigas do mundo e a terceira mais antiga de seu país.